# Hogna vulpina
Hogna vulpina är en spindelart som först beskrevs av Carl Ludwig Koch 1847.  Hogna vulpina ingår i släktet Hogna och familjen vargspindlar. Inga underarter finns listade i Catalogue of Life.